# Topolná
Topolná är en ort i Tjeckien.   Den ligger i distriktet Okres Uherské Hradiště och regionen Zlín, i den östra delen av landet, 250 km öster om huvudstaden Prag. Topolná ligger 195 meter över havet och antalet invånare är 1 545.
Terrängen runt Topolná är platt söderut, men norrut är den kuperad. Runt Topolná är det ganska tätbefolkat, med 111 invånare per kvadratkilometer. Närmaste större samhälle är Zlín, 14,8 km nordost om Topolná. Trakten runt Topolná består till största delen av jordbruksmark.